# Piramidy w Güímarze

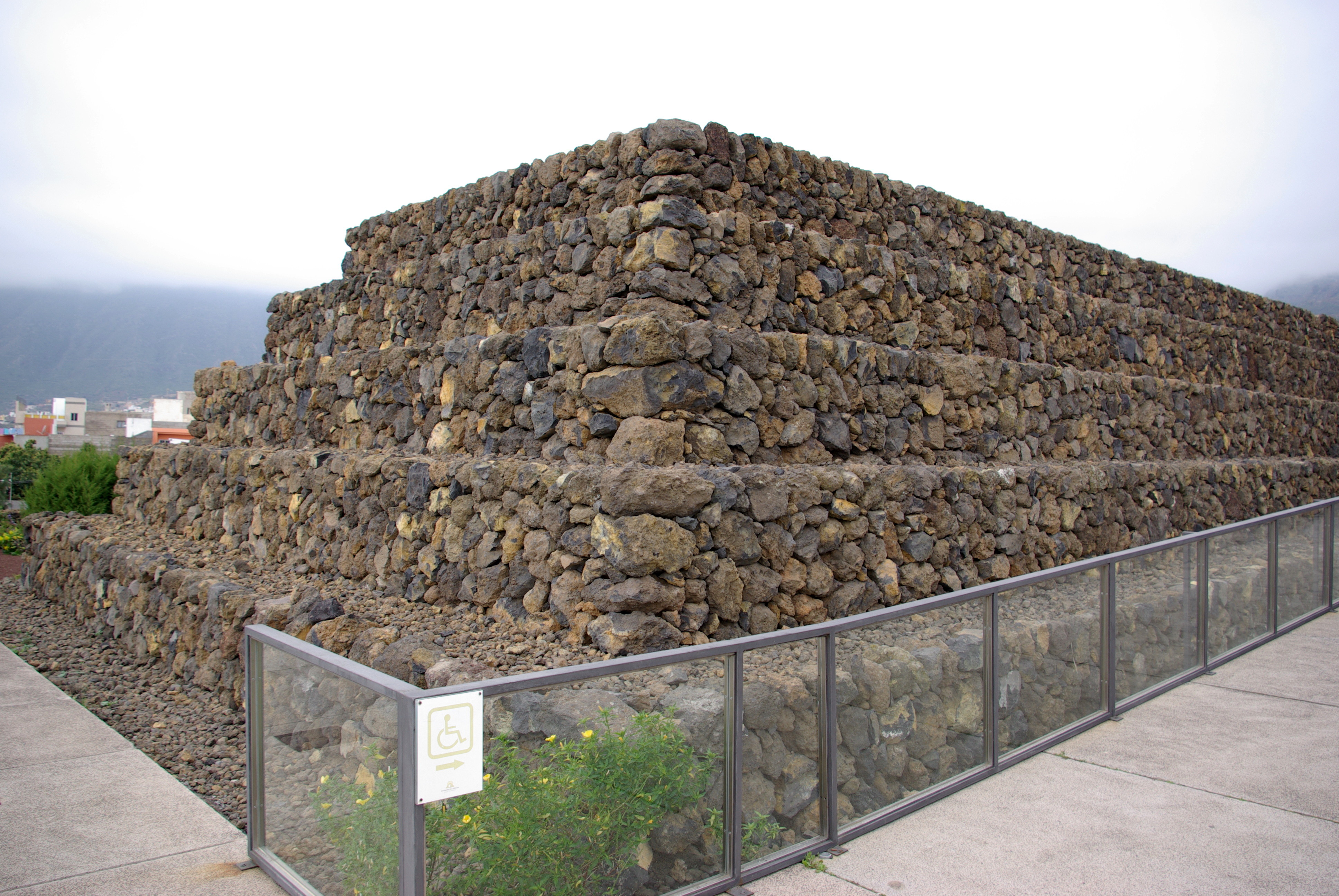

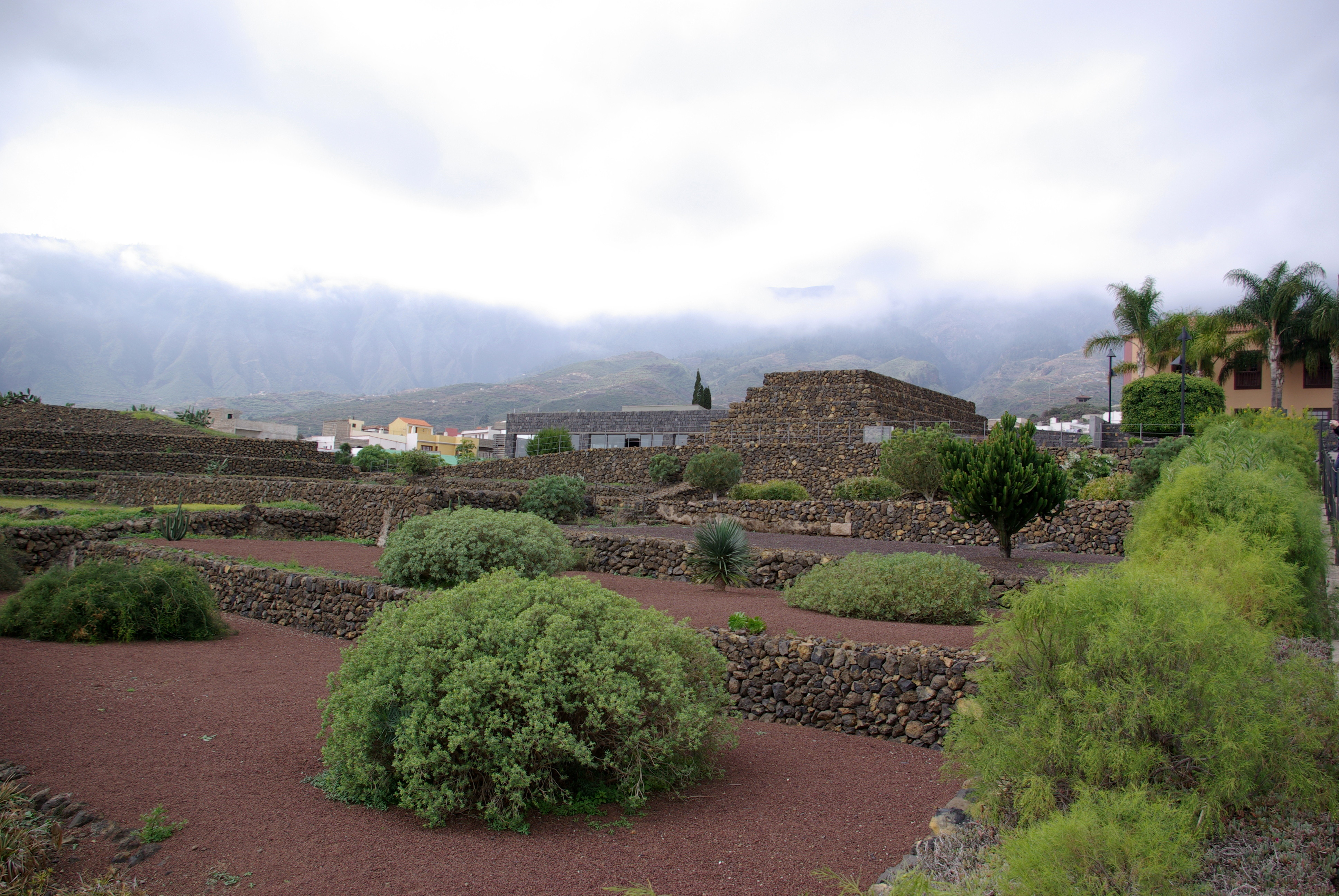

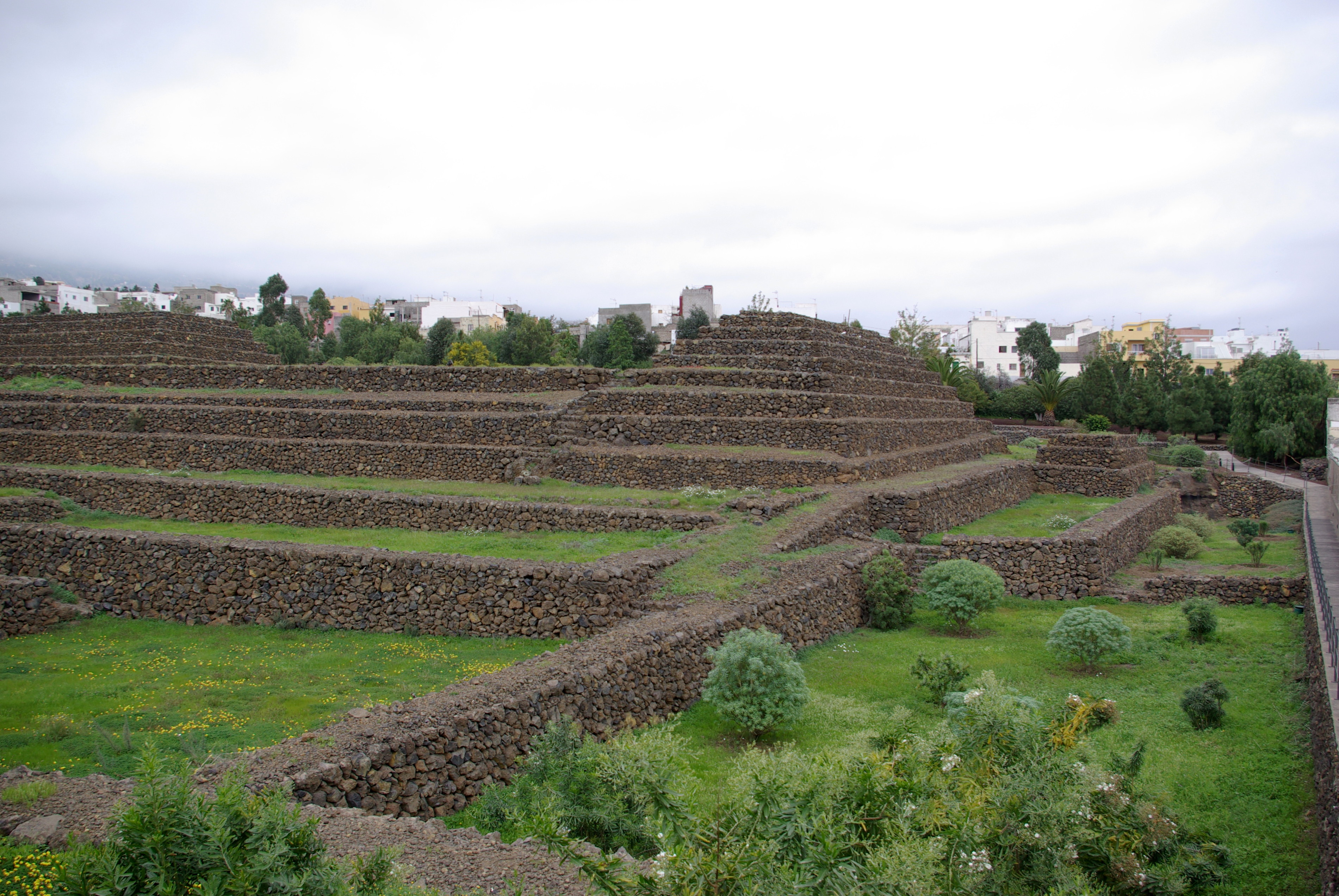

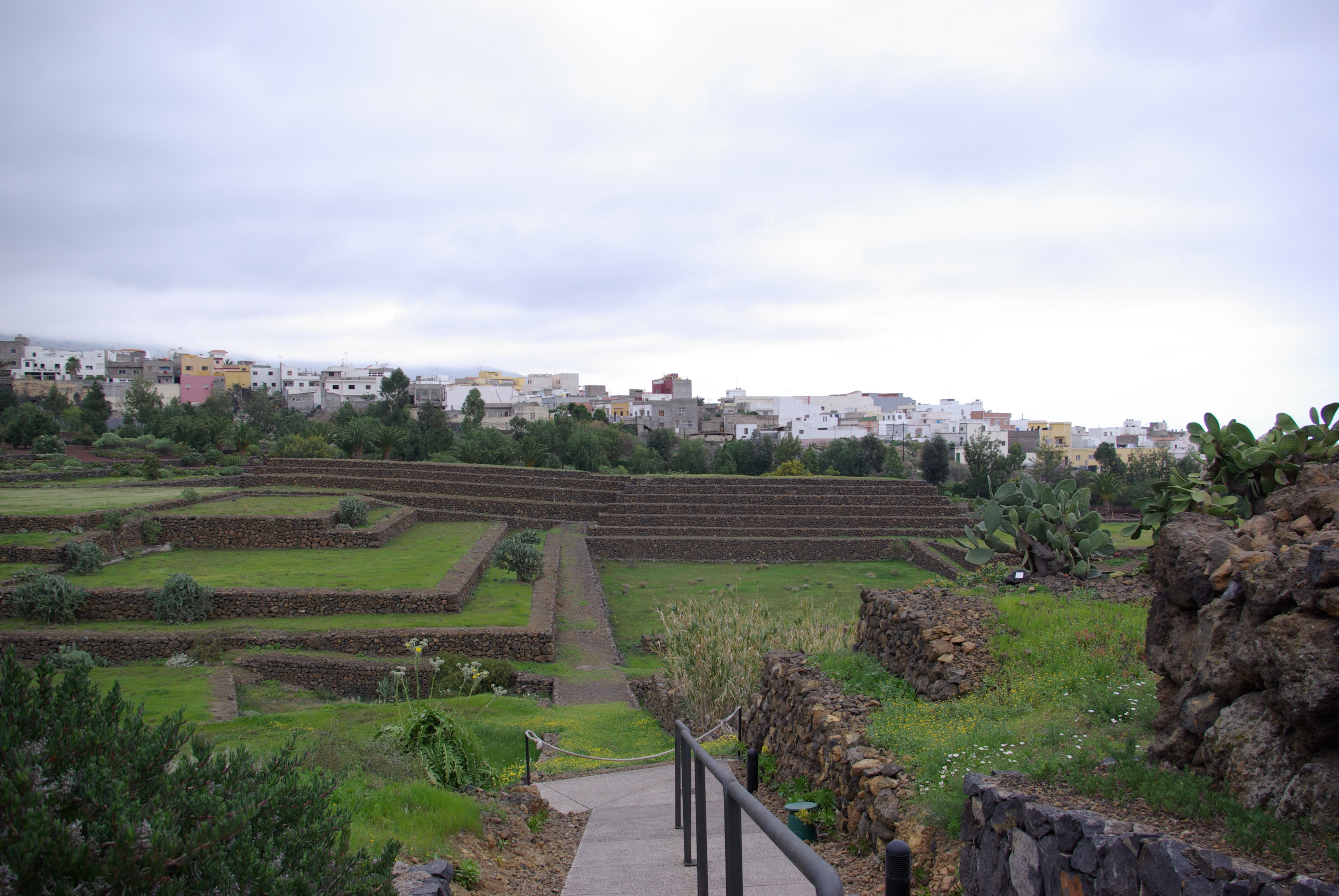

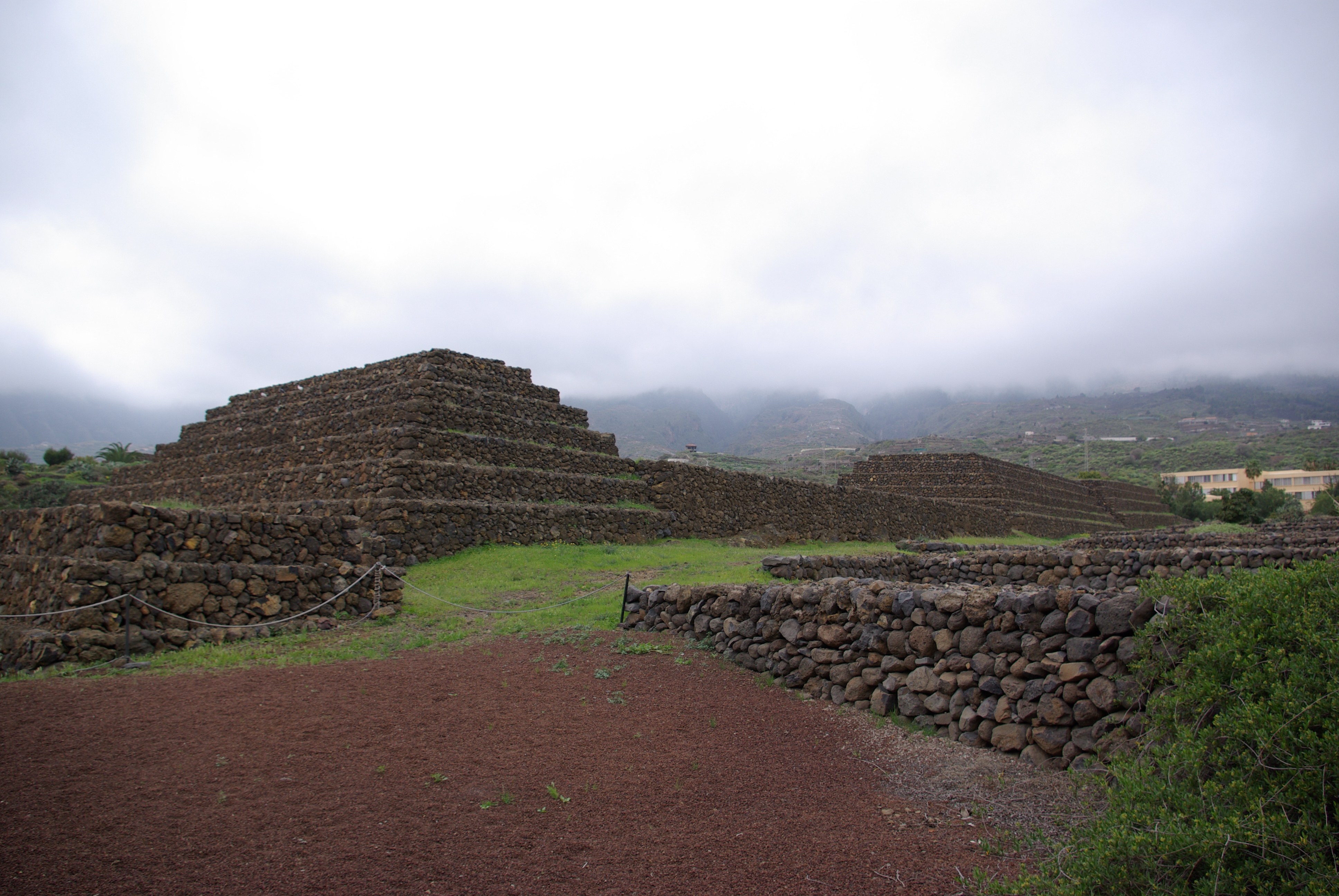

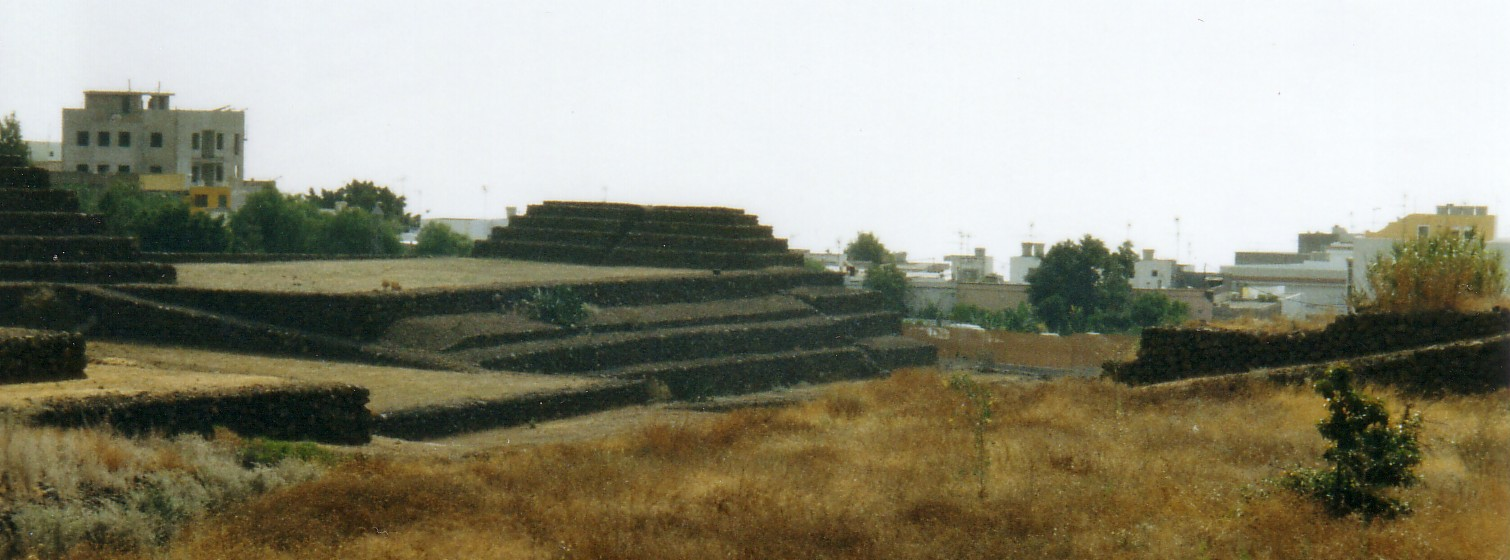

W wiosce Güímar, na wschodnim wybrzeżu Teneryfy, jednej z Wysp Kanaryjskich, znajduje się sześć piramid schodkowych o prostokątnej podstawie.

## Odrzucone kamienie
Przez dłuższy czas uważano, że są to jedynie kupy kamieni ułożone przez miejscowych rolników, którzy znajdowali je podczas orki i składali je na skrajach swoich pól. Była to niegdyś częsta praktyka na Wyspach Kanaryjskich. Według miejscowych i starych rysunków oraz zdjęć w wielu miejscach na wyspie istniały takie piramidki, jednak zostały one rozebrane i użyte jako tani materiał budowlany. W samym Güímarze było dziewięć takich piramid, z których zostało jedynie sześć.

## Prawdziwe piramidy
W 1991 słynny odkrywca Thor Heyerdahl zbadał piramidy i odkrył, że nie mogą to być przypadkowe kupy kamieni. Na przykład, kamienie na rogach piramid noszą wyraźne ślady obróbki, a także przed ich budową ziemia została wyrównana. Piramidy zbudowane zostały nie z okolicznych kamieni, lecz ze skał wulkanicznych. Heyerdahl odkrył również, że piramidy zostały ustawione w szczególny sposób ze względów astronomicznych. Podczas przesilenia letniego z platformy na najwyższej z piramid ujrzeć można podwójny zachód słońca; słońce zachodzi za wysokim szczytem górskim, pojawia się ponownie i zachodzi jeszcze raz za kolejną górą. Wszystkie piramidy mają schody po zachodniej stronie, co pozwala wchodzącym na nie rankiem w przesilenie zimowe obserwować wschód słońca.
Mimo tych odkryć, Heyerdahlowi nie udało się ustalić wieku piramid ani odpowiedzieć na pytanie, kto je zbudował. Wiadomo jednak, że Guanczowie mieszkali w jaskini pod jedną z piramid. Przed hiszpańskim podbojem Güímar był siedzibą jednego z dziesięciu królów Teneryfy.
W 1998 obszar o wielkości 65 000 m², na którym znajdują się piramidy, został udostępniony do zwiedzania jako park etnologiczny. Heyerdahla wsparł finansowo norweski przewoźnik morski Fred Olsen, mieszkający na Teneryfie. Centrum informacyjne zapoznaje zwiedzających z ekspedycjami Heyerdahla i jego teoriami na temat piramid. Dwa pawilony zawierają wystawy poświęcone Heyerdahlowi i modele jego statków, w tym replikę Ra II oryginalnych rozmiarów.
Wyniki najnowszych badań archeologicznych wskazują na młody wiek piramid z Wysp Kanaryjskich. Zostały one bowiem zbudowane bezpośrednio na warstwach, zawierających XIX-wieczną ceramikę, z czego wnioskować należy, że również same piramidy zostały zbudowane najwcześniej w tym okresie. Wyklucza to związki obiektów z Guanczami, którzy zamieszkiwali położoną pod piramidami jaskinię w znacznie wcześniejszym okresie.

## Literatura
Maria Cruz Jiménez Gómez/Juan Francisco Navarro Mederos, El complejo de las morras de Chacona (Güímar, Tenerife): resultados del proyecto de investigación, XII Coloquio de Historia Canario-Americana (1996), Cabildo Insular de Gran Canaria, Las Palmas de Gran Canaria 1998, vol. 1.